# 卡哈揚河
2°12′8″S 113°55′19″E / 2.20222°S 113.92194°E

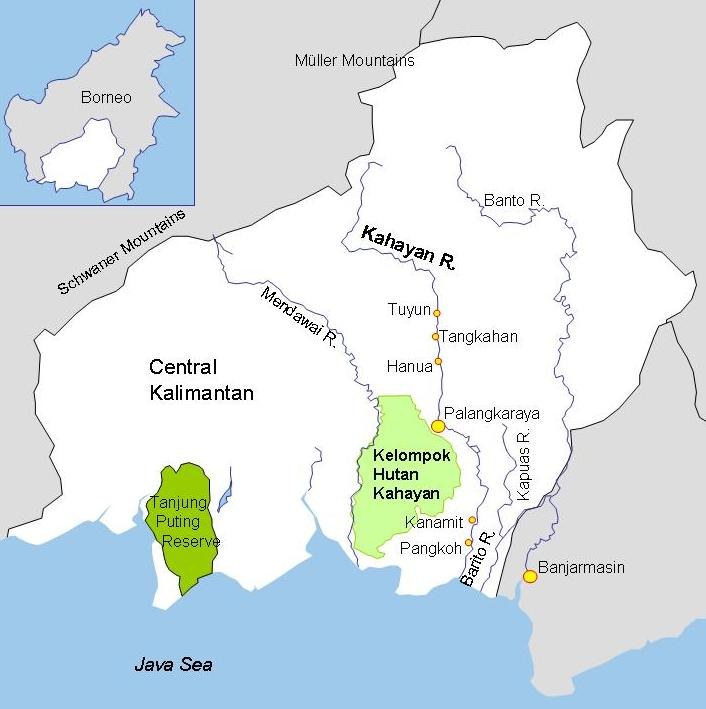
卡哈揚河（Kahayan River）

卡哈揚河位於印尼加里曼丹島，是中加里曼丹省最長的河流，發源自北部的山區，向南面蜿蜒600公里，流經首府帕朗卡拉亞和平原，最後注入爪哇海。卡哈揚河是28種魚類的棲息地，近年漁穫因水質下降而減少。